# Hassan al-Banna

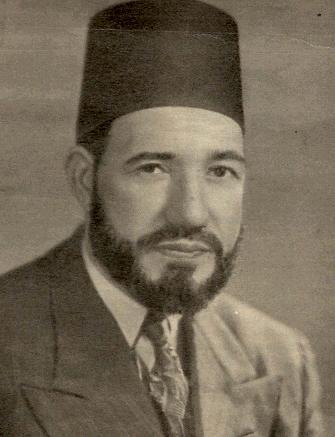
Hasan al-Banna

Hassan al-Banna (nume complet Sheikh Hassan Ahmed Abdel Rahman Muhammed al-Banna), (n. 14 octombrie 1906 - d. 12 februarie 1949), fondatorul grupării Frăția Musulmană, activ implicat in politica egipteană, s-a născut într-o familie simplă, de musulmani credincioși. A fost educat în spiritului studiului minuțios asupra Coranului, până la vârsta de 14 ani memorând deja intregul Coran. 
Într-un peisaj politic zbuciumat, al-Banna va încerca o revitalizare a valorilor islamului, luptând cu toate forțele împotriva unei ideologii laice în care credea ca musulmanii nu își pot găsi cu adevărat un loc.

## Tinerețea
Al-Banna se naște la data de 14 octombrie 1906 în Mahmoudiyyah, zonă rurală din nordul capitalei egiptene, Cairo. Tatăl său, Shaykh Ahmad Abd al-Rahman al-Banna al-Sa'ati, era un imam de factură hanbalită, destul de influent în zonă pentru a e asigura celor doi fii ai săi, Hassan și Gamal, o bună educație în spiritul islamului, dar și relații în cercurile religioase de influentă din Cairo.  
La momentul Revoluției din 1919, Hassan al-Banna avea doar 13 ani, însă vârsta nu l-a împiedicat să participe la manifestații sau să publice pamflete politice. 

## Educația
Hassan al-Banna este format, încă de la o vârstă fragedă, de către tatăl său, care i-a insuflat mare parte din educația religioasă, axată pe înțelegerea mesajului coranic.  
Crescut într-un mediu religios destul de strict, viitorul fondator al Frăției Musulmane este șocat când ajunge în Cairo, în anul 1923, pentru a-și finaliza studiile la Dār al-‛Ulūm. Practicile non-islamice din capitala patriei sale au un impact puternic asupra sa: 
Nimeni nu știe câte nopți am pierdut analizând starea națiunii...analizând maladiile și gândindu-ne la posibile remedii. Atât de afectați am fost că ne-au dat lacrimile 

## Fondarea Frăției Musulmane
După finalizarea studiilor în anul 1927, al-Banna este tot mai atras de ideea unei inițiative colective care să vină în sprijinul islamului, pe care îl vedea din ce în ce mai slăbit de puteri. Ideea se materializează puțin câte puțin, întrucât al-Banna adopta poziția unui bun povățuitor pentru bătrâni și copii.
La acea vreme, mișcarea laică a naționalismului pătrunsese deja în Egipt și acaparase atenția tuturor, în speranța regăsirii identității naționale. Hassan al-Banna propune însă o alternativă poate la fel de viabilă ca noua ideologie laică, asta pentru că ambele erau bazate pe argumente destul de greu de zdruncinat. Așadar, al-Banna fondează Frăția Musulmană prin intermediul căreia dorea să pună bazele unei mișcări care să redea islamului terenul pierdut în fața Occidentului. Relația dintre musulman și Dumnezeu este de o importanță crucială în cadrul Frăției, după cum chiar al-Banna mărturisea:
...civilizația din Occident, care a fost strălucitoare prin perfecțiunea sa științifică pentru o lungă perioadă de timp, și care a subjugat întreaga lume cu produsele acestei științe trimise în statele și națiunile lumii, este acum ruinată și în declin. Pilonii ei se fărâmițează, iar instituțiile sale, ca principiile călăuzitoare, se destramă. Bazele sale politice sunt distruse de dictaturi, iar bazele ei economice sunt cuprinse de impas. 

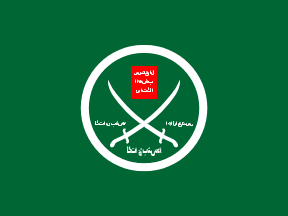
Steagul Fraților Musulmani

Gruparea câștigă rapid destul de mulți simpatizanți în rândul egiptenilor, în special datorită viziunii sale anti-Occident, pe care al-Banna o afișează de la bun început. Cu toate acestea, se ridică alte voci care insistă pe legătura dintre Egipt și Europa, în speță legătura culturală și chiar cea spirituală dintre vechii egipteni și greci. Sunt aceleași voci care susțin cu ardoare naționalismul egiptean de tip wataniyya, iar printre aceste voci se remarcă renumitul scriitor egiptean Taha Hussein. 

## Ideologie politică
Hassan al-Banna și-a fundamentat tot timpul discursul pe relația islam-politică. Islamul este așadar un element primordial pentru sufistul și fondatorul Frăției Musulmane: 
Rareori găsești oameni care să îți vorbească despre politică și islam la un loc, iar de-i găsești ei vor face diferența între cele două lucruri, căci ei nu pot concepe ca cele două să se întâlnească sau să coexiste. [...] Dacă islamul nu înseamna politică și comunitate, nici economie sau cultură, atunci...ce este el? 
Al-Banna subliniază astfel toate aspectele care prezintă interes pentru islam. Din acest moment, islamul este mai mult decât o religie, el devine un concept vast care înglobează cultura, economia, politica și comunitatea de credincioși.  
Hassan al-Banna are o viziune poziționată la polul total opus față de mișcarea naționalistă laică: religia este cea care afirmă identitatea poporului, atât în aspectele lumești, cum este economia și politica, dar și în aspectele spirituale, care țin de puritate și credință.  
Viziunea lui al-Banna aduce islamul în poziția de „reconversie psihologică și religioasă, chiar dacă finalitatea e politică” . 
Noi, Frații Musulmani, considerăm că preceptele islamului și învățăturile sale completează tot ceea ce are legătură cu omul în lumea aceasta și în cealaltă. Cei care cred că aceste învățături se referă doar la aspectele culturale sau spirituale, excluzându-le pe celelalte, greșesc. Într-adevăr, islamul este credință și cult, patrie și cetățenie, religie și stat, spiritualitate și acțiune, carte și sabie. Nobilul Coran vorbește despre toate acestea și le consideră esența și partea integantă a islamului. Cere să le îndeplinim în mod global [...] 
Importante sunt aici cuplurile de noțiuni folosite de al-Banna, „religie și stat”, „carte și sabie”. Ambele fac referire la unul dintre cele mai importante concepte pe care se bazează ideologia Fraților Musulmani, și anume islamul. Este de remarcat aici că religia pare să devină una cu identitatea de stat, iar „cartea” (i.e. Coranul) ajunge să simbolizeze puternica dorință a grupării de a reanima islamul pe calea sabiei sau, dacă păstrăm terminologia specifică, pe calea jihād-ului. 